# 1753
Cette page concerne l'année 1753  du calendrier grégorien.
L'année 1753 est une année commune qui commence un lundi.

## Événements
- 11 janvier : concordat en Espagne qui officialise le droit de patronage royal et fait tomber d’importants revenus religieux dans les caisses de l’État[1]. C’est la première manifestation du régalisme.
- 26 février : les Guaranis refusent d'être déplacés de l'autre côté du rio Uruguay en application du traité de Madrid de 1750 et, avec l'aide d'une partie des missionnaires jésuites, entreprennent une guerilla de résistance[2].
- 1er mars : la Suède adopte le calendrier grégorien[3]. Le 17 février est immédiatement suivi du 1er mars.
- 3 avril, Royaume-Uni : première lecture du Jew bill à la Chambre des lords, puis à la chambre des communes le 17[4]. La loi britannique permet la naturalisation des Juifs. Le gouvernement s’efforce de normaliser le statut civique des Juifs (Jew bill), ce qui entraîne une agitation antisémite, mais sans violence. La tentative échoue et le bill est annulé par le Parlement en janvier 1754.
- 5 avril : le Parlement britannique décide la fondation du British Museum à Londres en Grande-Bretagne avec les collections de Hans Sloane[5]. Il est ouvert au publice en 1759.
- 1er mai : Le savant suédois Carl von Linné (Carolus Linnaeus) publie sa classification des plantes, Species plantarum.
- 13 mai : le comte Wenzel Anton von Kaunitz (1711-1794) devient chancelier d’état des Habsbourg[6] (fin en 1792).
- Juin, New York : le chef Hendrick et seize autres chefs Mohawks rompent la paix (Covenant Chain) avec les colons blancs[7]. Une escroquerie permet de voler quelque 130 000 ha de terres aux Mohawks dans l’État de New York, ce qui met fin à la coexistence pacifique entre les Indiens et la population blanche de la province[8].
- Septembre, Inde : rappel de Dupleix[9]. Robert Clive soutient les princes indigènes opposés aux alliés de Dupleix. Le nabab du Carnatic Chanda Sahib est renversé en 1752. Le commissaire Godeheu conclut à l’imprudence de Dupleix qui est rappelé par la Compagnie française des Indes orientales en septembre.
- 20 décembre :
  - abolition de l'Hetmanat cosaque[10]. Début de la colonisation du territoire des Cosaques Zaporogues cédé à la Russie par le traité de Belgrade en 1739.
  - Un oukase de l'impératrice Élisabeth supprime toutes les douanes intérieures dans l'Empire russe et les dix-sept taxes différentes qui y sont perçues[11].
- Décembre : le chef birman Alaungpaya (Alompra, 1714-1760) s'empare de la ville de Ava[12]. Il fonde la dynastie Konbaung (fin en 1886).

- Agitation paysanne contre les seigneurs à Hódmezővásárhely, en Hongrie[13].
- Constitution de la Grande Loge des Francs et Acceptés Maçons selon les Vieilles Institutions, en réaction à la Grande Loge de Londres et aux Constitutions d'Anderson (schisme des « Antients » et des « Moderns »)[14].

## Naissances en 1753
- 1er février : Franz Paul Grua, compositeur et violoniste allemand d'origine italienne († 5 juillet 1833).
- 24 février : Henri-Pierre Danloux, peintre, dessinateur et graveur français († 3 janvier 1809).
- 9 mars : Jean-Baptiste Kléber, général en chef français († 14 juin 1800).
- 11 mars : Rudolf Eickemeyer, général de la Révolution, mathématicien et ingénieur allemand († 9 septembre 1825).
- 1er avril : Joseph de Maistre, homme politique, écrivain et philosophe savoisien († 26 février 1821).
- 21 avril : Jean-Baptiste Grenier, homme politique français, député du Tiers état de la sénéchaussée de Riom aux États généraux († 26 mars 1838).
- 13 mai : Lazare Nicolas Marguerite Carnot, mathématicien, physicien, général et homme politique français († 2 août 1823).
- 24 mai : Pierre-Charles Dandrillon, peintre français († 14 mai 1812).
- 29 mai : Jean-Claude Leblanc de Beaulieu, évêque catholique français († 13 juillet 1825).
- 9 juin : André Dutertre, peintre français († avril 1842).
- 26 juin : Antoine de Rivarol, écrivain, journaliste, essayiste et pamphlétaire royaliste français († 11 avril 1801).
- 7 juillet : Johann Nepomuk Alber, théologien hongrois († 1830).
- 4 septembre : Louis-François-Sébastien Fauvel, peintre, diplomate et archéologue français († 12 mars 1838).
- 10 septembre : Sir John Soane, architecte britannique († 20 janvier 1837).
- 24 septembre : Jean de la Rottaz, vigneron et homme politique suisse, actif lors de la Révolution vaudoise († 26 juin 1812).
- 12 octobre : Antoine de Morlhon, religieux français, futur archevêque d'Auch († 14 janvier 1828).
- 18 octobre : Jean-Jacques Régis de Cambacérès, jurisconsulte et homme d'État français, second consul († 8 mars 1824)
- 28 octobre : Victurnien Bonaventure de Rochechouart de Mortemart, militaire et homme politique français des XVIIIe et XIXe siècles, († 16 janvier 1823).
- 2 novembre : François Lamarque, homme politique français († 13 mai 1839).
- 10 novembre : Jean-Antoine-Théodore Giroust, peintre français († 9 juillet 1817).
- 14 novembre : Johann Aloys Josef von Hügel, diplomate et homme d'État autrichien († 30 août 1825).
- 17 novembre : Francesco Antonio de la Dueña y Cisneros, évêque d'Urgell et Coprince d'Andorre († 8 novembre 1821).
- 20 novembre : Louis-Alexandre Berthier, maréchal de France, à Versailles († 1er juin 1815).
- 30 novembre : Johann Baptist Schenk, compositeur autrichien période classique († 29 décembre 1836).
- 7 décembre : Jean-Michel-Marguerite de Laforge, homme politique français († 6 avril 1830).
- 16 décembre : Louis François Boisrond-Jeune, homme politique français († 11 avril 1800).
- Date précise inconnue :
  - Joseph Barney, peintre britannique († 13 avril 1832).
  - Claude-Louis Châtelet, peintre français († 7 mai 1795).
  - Amand Vanderhagen, clarinettiste, compositeur et pédagogue flamand († juillet 1822).
  - Utamaro Kitagawa, graveur et peintre japonais († 31 octobre 1806).

## Décès en 1753
- 11 janvier : Sir Hans Sloane, médecin, naturaliste et collectionneur irlandais d'origine écossaise (°  (° 16 avril 1660).
- 14 janvier : George Berkeley, philosophe irlandais (° 12 mars 1685).
- 30 juin : Conrad Iken, pasteur allemand, actif à Brême (° 25 décembre 1689).
- 8 juillet : Federico Bencovich, peintre baroque italien (° 1667).
- 19 août : Johann Balthasar Neumann, architecte allemand (° 27 janvier 1687).
- 16 septembre : Georg Wenzeslaus von Knobelsdorff, peintre et un architecte prussien (° 17 février 1699).
- 10 novembre : Bertrand-François Mahé de La Bourdonnais, marin et administrateur français (° 11 février 1699).
- Date précise inconnue :
  - Philippe II François d'Este, noble italien (° 1621).
- Après 1753 : 
  - Angelo Trevisani, peintre italien de la fin de la période baroque de l'école vénitienne (° 1699).